# Выберальский, Юзеф
Юзеф Выберальский (пол. Józef Wybieralski; 9 марта 1946, Познань — 7 ноября 2023) — польский хоккеист на траве, нападающий; тренер, судья. Участник летних Олимпийских игр 1972 года.

## Биография
Юзеф Выберальский родился 9 марта 1946 года в польском городе Познань.
В 1967 году окончил базовое профессиональное училище в Познани по специальности токаря.
С 1958 года играл в хоккей на траве за «Варту» из Познани. В её составе по девять раз был чемпионом Польши по хоккею на траве (1965, 1967—1973, 1980) и индорхоккею (1967, 1969—1971, 1973, 1975—1976, 1979, 1982).
В 1972 году вошёл в состав сборной Польши по хоккею на траве на Олимпийских играх в Мюнхене, занявшей 11-е место. Играл на позиции нападающего, провёл 8 матчей, забил 1 мяч в ворота сборной Франции.
Участвовал в составе сборной Польши в чемпионатах мира 1975 и 1978 годов, чемпионатах Европы 1970, 1974 и 1978 годов.
В 1965—1979 годах провёл за сборную Польши 138 матчей, забил 29 мячей. Отличался быстрой и техничной игрой.
Заслуженный мастер спорта Польши.
После окончания игровой карьеры был тренером и судьёй.
Умер 7 ноября 2023 года.

## Семья
Отец — Ян Выберальский, мать — Марианна Цепелевска.
Младший брат Ежи Выберальский (род. 1954) также выступал за сборную Польши по хоккею на траве, в 1980 году участвовал в летних Олимпийских играх в Москве.
Был женат на Барбаре Галас. Сыновья Кшиштоф, Лукаш и Филипп играли в хоккей на траве. Кшиштоф Выберальский (род. 1972) и Лукаш Выберальский (род. 1975) в 2000 году выступали за сборную Польши на летних Олимпийских играх в Сиднее.